# Andy Setyo
Andy Setyo Nugroho (sinh ngày 16 tháng 9 năm 1997 ở Pati, Central Java Province) là một cầu thủ bóng đá người Indonesia thi đấu cho PS TNI ở Liga 1 ở vị trí Hậu vệ. Anh cũng là trung sĩ thứ hai trong Quân đội Indonesia.

## Sự nghiệp quốc tế
Anh có màn ra mắt quốc tế cho U-23 Indonesia ngày 22 tháng 8 năm 2017 ở Đại hội Thể thao Đông Nam Á 2017, trước U-23 Việt Nam. Anh ra mắt chính thức cho đội tuyển quốc gia ngày 25 tháng 11 trong trận giao hữu trước Guyana, khi vào sân từ ghế dự bị.